# Silbury Hill
Silbury Hill je umeten prazgodovinski grič iz krede blizu Aveburyja v angleški grofiji Wiltshire. Je na  Unescovem seznamu svetovne dediščine (Stonehenge, Avebury and Associated Sites) in leži na referenčni mreži SU099685. Visok je 39,3 metra  in je najvišji prazgodovinski grič v Evropi, ki ga je naredil človek.  Je eden največjih na svetu; podobne velikosti so nekatere manjše egipčanske piramide v nekropoli v Gizi. 
Silbury Hill je del kompleksa neolitskih spomenikov okoli Aveburyja, ki vključuje henge s kamnitim krogom in West Kennet Long Barrow. O njegovem prvotnem namenu se še vedno razpravlja. 

## Zgradba
Sestavljen je pretežno iz krede in gline, izkopane v okolici. Grič je visok okoli 40 metrov in pokriva približno 2 hektarja površine. Zgrajen  je bil v več fazah okoli 2400–2300 pr. n. št.  in kaže ogromno tehničnega znanja in spretnosti ter dolgotrajen nadzor nad delom in sredstvi. Arheologi so izračunali, da so porabili 18 milijonov delovnih ur, kar pomeni, da je delalo 500 ljudi 15 let (Atkinson 1974: 128), ki so odlagali in nanašali 248.000 kubičnih metrov zemlje in polnila ter ga oblikovali. Euan W. Mackie trdi, da to ni preprosta pozna neolitska človeška struktura, kot si jih predstavljamo, ter da kaže avtoritarno moč duhovščine in elite s široko zastavljenim nadzorom.
Osnova griča je krožna in ima 167 metrov v premeru. Vrh je raven in ima 30 m v premeru. Najprej je bil izdelan manjši kup, ki je bil pozneje zelo razširjen. Začetna struktura ob vznožju vzpetine je popolnoma krožna: geodetska izmera razkriva, da sta središče zgornje ploskve in središče stožca, ki začrtujeta hrib, meter narazen. Dokazano je, da je prvotno imel vrh okrogel profil, vendar je bil sploščen v srednjeveškem obdobju, da bi zagotovil podlago za stavbo, morda z obrambnim namenom. 
Prvi jasni dokazi o gradnji iz okoli 2400 pred našim štetjem  so gramozno jedro, obloženo s kamnitim obodom in peščenjakovimi skalami. Naslednje plasti krednega grušča in zemlje so namestili na vrh tega. Druga faza je vključevala nadaljnje nalaganje krede na vrh jedra s pomočjo materiala, izkopanega iz okoliških jarkov, ki so se postopno spet napolnili in so jih nato več metrov navzven ponovno kopali. Stopnja okoli vrha datira v to fazo gradnje zaradi preprečevanja zdrsa  ali kot ostanek spiralne poti, ki se je dvigala s tal, ko so jo uporabljali med gradnjo za dvig materiala, pozneje pa je bila to procesijska pot.

## Raziskave

### 17., 18. in 19. stoletje
Izvedenih je bilo več izkopavanj griča. Prvič ga je opisal amaterski zgodovinar 17. stoletja John Aubrey. Njegove zapise Monumenta Britannica je med letoma 1680 in 1682 objavila založba Dorset. Pozneje je William Stukeley zapisal, da so leta 1723 med sajenjem dreves na vrhu odkrili okostje in vajeti. Verjetno je bil to poznejši sekundarni pokop. Oktobra 1776 je izkopavala skupina cornwallskih rudarjev pod vodstvom northumberlandskega vodje in polkovnika Edwarda Draxa, ko se je vdrl vertikalni jašek z vrha.  Leta 1849 je bil izkopan vodoraven predor od roba proti sredini. Druga izkopavanja so se začela leta 1867 in 1886.

### 20. stoletje
Flinders Petrie je raziskoval grič po prvi svetovni vojni. Od leta 1968 do 1970 je izkopaval profesor Richard J. C. Atkinson, kar je predvajala BBC na televiziji. Ta izkopavanja so potrdila večino dokazov, tudi ostanke krilatih mravelj, ki kažejo, da so Silbury začeli graditi avgusta. Atkinson je izkopal številne jarke in ponovno odprl predor leta 1849. Našel je material, ki kaže neolitsko obdobje, čeprav po sodobnih standardih nobena od njegovih radiokarbonskih datacij ni zanesljiva. Trdil je, da je bil grič zgrajen v stopnjah, vsaka vrsta se je napolnila s kredo in nato zgladila zunaj ali preperela na pobočju. Atkinson je poročal o osnovni plasti ruše in gnilega materiala ter popravil datum začetka gradnje na okoli 2750 pr. n. št. 

### 21. stoletje
Po obilnem deževju maja 2002 je propadel jašek iz leta 1776 in povzročil luknjo na vrhu griča. English Heritage je izvedla seizmične meritve griča za ugotavljanje škode na prejšnjih izkopavanjih in ugotovila stabilnost. Izvedena so bila popravila, vendar je kraj ostal zaprt za javnost. Pri obnovitvenih delih so izkopali še dva majhna jarka in naleteli so na pomembno odkritje, našli so dele rogovja, kar je prva najdba varnega arheološkega konteksta na tem kraju. Ta je omogočila zanesljivo radiokarbonsko datacijo od okoli 2490 do 2340 pr. n. št., drugi kup torej prepričljivo spada v pozni neolitik. 
Druga nedavna dela so se osredotočala na okoliški jarek, ki morda ni bil le vir krede za grič, ampak namensko napolnjen z vodo kot pregrada med gričem in okolico.
Marca 2007 je English Heritage napovedala, da so ob vznožju Silbury Hilla našli rimsko naselje, veliko za 24 nogometnih igrišč. Odkrili so mrežo ulic in hiš. 
11. maja 2007 je švedska družba Skanska v sodelovanju z English Heritage  začela uresničevati obsežen program stabilizacije, polnjenja predorov in jaškov iz prejšnjih preiskav z več sto tonami krede. Hkrati je bila izvedena nova arheološka raziskava z uporabo sodobne opreme in tehnike.  Delo so končali spomladi 2008. Prišli so do pomembnega novega razumevanja gradnje in zgodovine spomenika. 
Februarja 2010 so v Britanski knjižnici našli pisma Edwarda Draxa o izkopavanjih leta 1776, v katerih omenja 12-metrsko "navpično votlino", široko 15 cm. Menil je, da so bili najdeni leseni ostanki, ki bi lahko bili hrastovi, morda ostanki drevesa ali kola za "totem". 

### Najdbe
Do zdaj so odkrili kar nekaj prazgodovinskih najdb na griču: v jedru so le glina, kremen, trave, mah, vrhnja plast, gramoz, sladkovodne školjke, omela, hrast, leska, peščenjakovi bloki, kosti vola in rogovja. Rimske in srednjeveške predmete so našli na griču in okoli njega od 19. stoletja dalje in zdi se, da je bil večkrat naseljen z raznimi ljudstvi.

## Namen
Natančen namen hriba ni znan, čeprav so znana različna mnenja.

### Folklora
Po legendi je Silbury zadnje počivališče kralja Sila, prikazanega v zlatem kipu naravne velikosti, ki je sedel na zlatem konju. Lokalna legenda iz leta 1913 [19] navaja, da je hudič nosil vrečo zemlje, da bi jo spustil na prebivalce Marlborougha, a so ga v bližini Aveburyja ustavili duhovniki. Leta 1861 so poročali, [20] da so vsako cvetno nedeljo stotine ljudi iz Kennet Aveburyja, Overtona in sosednjih vasi drle na Silbury Hill.

### Drugi predlogi
Profesor John C. Barret trdi, da lahko namigujemo na osnovne prostorske zasnove, čeprav ne vemo več, kaj je bilo na vrhu Silbury Hilla in kateri posebni obredi ali prepričanja so bila povezana z njim. Ugotavlja, da je bil lahko kateri koli obred, ki je vključeval pokončne gibe nekaj posameznikov, visoko nad ravnjo vseh drugih. Teh nekaj posameznikov v privilegiranem položaju bi bilo vidnih daleč naokoli in pri več drugih spomenikih na tem območju. Morda je bila to elitna skupina, na primer duhovščina, ki je na ta način uveljavljala svojo avtoriteto.
Pisatelj, umetnik in prazgodovinar Michael Dames je uveljavil sestavljeno teorijo o sezonskih obredih, da bi razložil namen Silbury Hilla in z njim povezanih lokacij (West Kennet Long Barrow, Aveburyjski henge, hriba Sanctuary in Windmill), s katerih je viden njegov vrh.
Paul Devereux ugotavlja, da se zdi, da so bili Silbury in okoliški spomeniki oblikovani po sistemu medsebojno povezanih oznak s poudarkom na stopinji nekaj metrov pod vrhom. Iz različnih obodnih okvirjev in iz Aveburyja je stopinja poravnana z griči na vidiku za Silburyjem ali z griči pred njim, pri čemer je viden le najvišji del. 
Jim Leary in David Field (2010)  sta uporabila pregled razvijajočih se arheoloških informacij in razlag ter sklenila, da dejanski namen tega umetnega zemeljskega griča (gomila) ne more biti znan ter da večslojne in prekrivajoče se gradbene faze – skoraj stalno preoblikovanje – ne kažejo načrta, gradnja sama je bila verjetno najpomembnejša: morda je bil postopek pomembnejši kot grič.

## Lega
Silbury Hill je v Kennet Valley, na referenčni mreži OSGB SU099685 (51°24′56″N 1°51′27″W / 51.41556°N 1.85750°W). To je blizu A4, med krajema Marlborough in Calne, tudi na trasi rimske ceste, ki poteka med Beckhamptonom in West Kennetom južno od griča. Leta 1867 je arheološko in zgodovinsko društvo Wiltshire izkopavalo vzhodno stran griča, da bi ugotovili, ali so po njim sledi rimske ceste, a niso našli nobenih sledi. To je bil zadosten dokaz, da je bil hrib tam pred cesto, čeprav je grič poravnan z vidno črto ceste. 

## Biologija
Na griču je vrsta bogatih krednih travinj s pokončno stoklaso (Bromus erectus) in lažno ovseno travo (Arrhenatherum elatius), ki prevladujeta. Je pa veliko vrst, ki so značilne za ta habitat, med njimi redki glavinci. To rastlinstvo je bilo podlaga za 2,3 hektarja območja posebnega znanstvenega pomena že leta 1965. Kraj je izreden tudi zato, ker imajo njegova pobočja 360-stopinjsko vidnost, ki omogoča primerjavo med rastjo rastlinstva na različno obrnjenih pobočjih.